# Дядюк Віктор Вікторович
Ві́ктор Ві́кторович Дядю́к — старший сержант Збройних сил України, учасник російсько-української війни.
Учасник боїв на Світлодарській дузі.

## Нагороди та вшанування
- Указом Президента України № 893/2020 від 18 березня 2020 року за «особисту мужність, виявлену у захисті державного суверенітету та територіальної цілісності України, самовіддане служіння Українському народу» нагороджений орденом За мужність III ступеня[1]
- Медаль за участь в боях «Світлодарська дуга»